# Con Sullivan
Cornelius Sullivan, detto Con (Bristol, 22 agosto 1928 – Bristol, 14 aprile 2022), è stato un calciatore inglese, di ruolo portiere.

## Biografia
Dopo il proprio ritiro dalle attività calcistiche, Sullivan torna definitivamente a Bristol. Muore il 14 aprile 2022 all'età di 93 anni.

## Carriera
Inizia la propria carriera agonistica nel Bristol City, di cui divenne rapidamente un giocatore chiave. Rimase al club per tre stagioni totalizzando 73 presenze di campionato, prima di trasferirsi a titolo definitivo all'Arsenal.  Alla corte dei Gunners non riuscì a trovare molta continuità, venendo relegato spesso in panchina. Termina la propria carriera agonistica nel 1958 in seguito ad un infortunio.